# Муругов, Степан Яковлевич
Степан Яковлевич Муругов (1911, Шацкий уезд, Тамбовская губерния — 1980, Нальчик) — Гвардии старший сержант Рабоче-крестьянской Красной Армии, участник Великой Отечественной войны, Герой Советского Союза (1945).

## Биография
Степан Муругов родился в 1911 году в селе Ваново (Вановье) (ныне — Моршанский район Тамбовской области). После окончания начальной школы работал в сельском хозяйстве. В 1933—1935 годах проходил службу в Рабоче-крестьянской Красной Армии. Демобилизовавшись, жил и работал в Мурманске. В июне 1941 года Муругов повторно был призван в армию и направлен на фронт Великой Отечественной войны.
К октябрю 1944 года старший сержант Степан Муругов командовал отделением пулемётной роты 95-го стрелкового полка (14-й стрелковой дивизии, 131-го стрелкового корпуса, 14-й армии, Карельского фронта). Отличился во время Петсамо-Киркенесской операции. 12 октября 1944 года отделение Муругова успешно отразило немецкую контратаку, уничтожив более 100 солдат и офицеров противника. 15 октября Муругов в числе первых переправился через губу Печенга и гранатами уничтожил 16 вражеских солдат, после чего держал оборону до переправы основных сил, ведя огонь из своего пулемёта. Во время последующего наступления Муругов уничтожил артиллериста-корректировщика противника и захватил двух важных «языков».
Указом Президиума Верховного Совета СССР от 24 марта 1945 года за «образцовое выполнение боевых заданий командования на фронте борьбы с немецкими захватчиками и проявленные при этом мужество и героизм» старший сержант Степан Муругов был удостоен высокого звания Героя Советского Союза с вручением ордена Ленина и медали «Золотая Звезда» за номером 7441.
После окончания войны Муругов был демобилизован. Проживал и работал сначала в Мурманске, затем в Нальчике. Умер 17 сентября 1980 года, похоронен на городском кладбище Нальчика.

## Награды
Был также награждён орденом Славы 3-й степени и рядом медалей.